# Oláh Gábor utcaistadion
Het Oláh Gábor utcaistadion is een multifunctioneel stadion in Debrecen, Hongarije. Het stadion wordt vooral gebruikt voor voetbalwedstrijden. De voetbalclub Debreceni VSC maakte tot 2013 gebruik van dit stadion. Die club is daarna naar het Nagyerdei-stadion gegaan. In het stadion is plaats voor 10.000 toeschouwers.